# Espacio Léopold

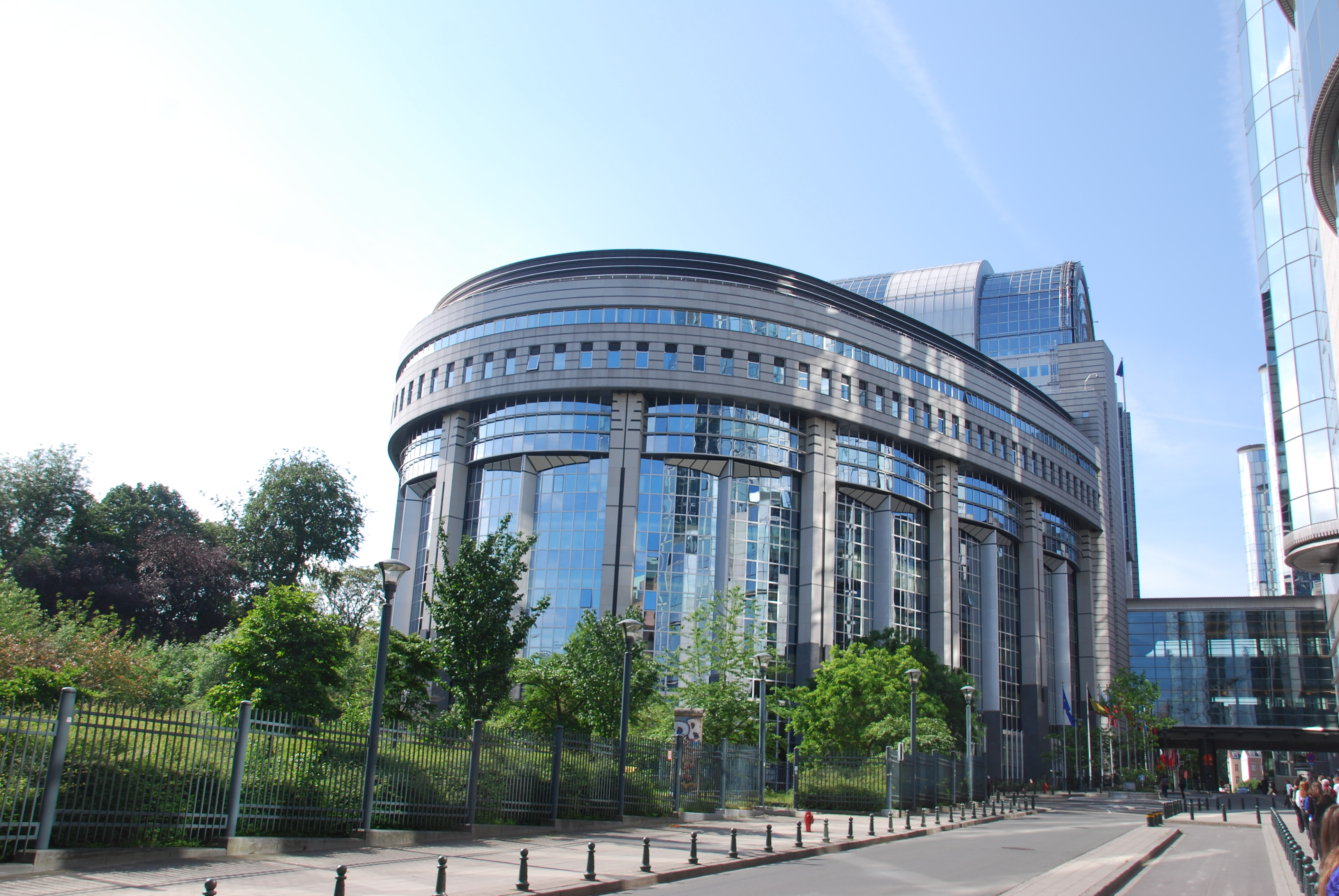
Vista del edificio que alberga el Hemiciclo secundario del Parlamento

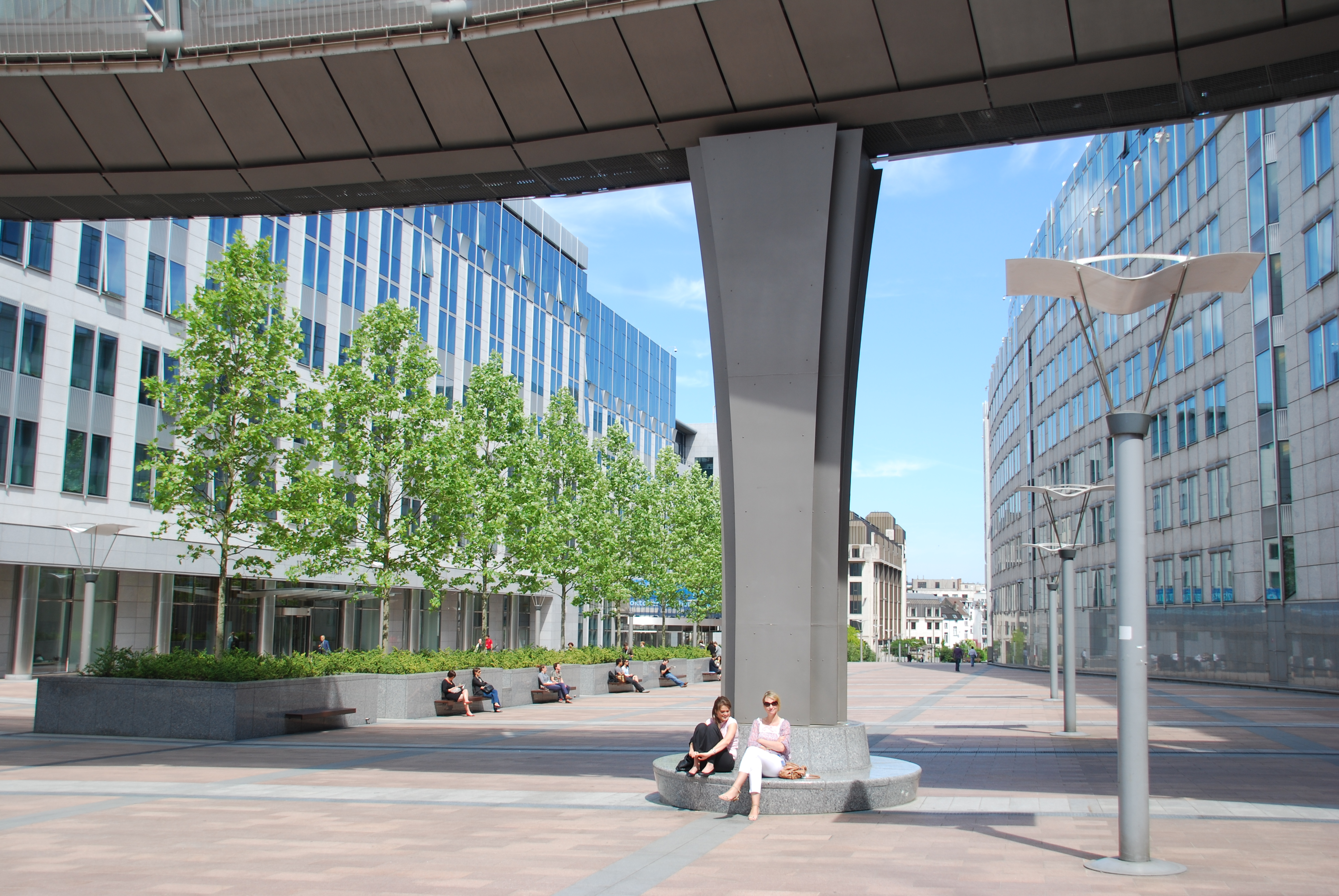
Vista desde la entrada principal.

El Espacio Léopold (Espace Léopold en francés, Leopoldruimte en neerlandés) es un complejo de edificios gubernamentales en Bruselas, Bélgica, que alberga la cámara secundaria del Parlamento Europeo, el poder legislativo de la Unión Europea. Está formado por un número de edificios, en primer lugar el más antiguo, el edificio Paul-Henri Spaak, que alberga la cámara de debates y las oficinas del Presidente, y edificio Altiero Spinelli, que es el mayor del complejo. Estos inmuebles están situados en el Barrio europeo en el este de Bruselas, cuya construcción comenzó en 1989.
La mayoría de las instituciones de la Unión Europea están en Bruselas, por lo que se construyó esta sede del parlamento con el objetivo de situarla cerca de las demás instituciones. Aunque la mayor parte del trabajo del Parlamento se realiza en el complejo, la sede oficial de la institución está situada en el edificio Louise Weiss de Estrasburgo, Francia.

## Historia
Debido a la incapacidad de los líderes de llegar a un acuerdo para decidir una única sede, el Parlamento deseó una completa infraestructura tanto en Bruselas como en Estrasburgo, donde se sitúa la sede oficial. En Bruselas se construyó un centro de congresos (que extraoficialmente pretendía ser el Parlamento) con el apoyo de la Sociedad General de Bélgica y BACOB, que unieron sus fuerzas para llevar a cabo el proyecto en 1987. La obra fue construida en el lugar que ocupaba una antigua fábrica de cerveza e incluía la cubierta de la estación ferroviaria de Luxemburgo para formar una zona peatonal. La construcción comenzó antes de 1988 en el hemiciclo, el ala norte a partir de 1989 y el ala sur en 1992.
La construcción del edificio Spinelli se inició en 1991 y se completó en 1997, mientras que la última fase de las extensiones (Antall y Brandt), hacia la Plaza de Luxemburgo, a lo largo de la rue de Trierstraat, se completaron durante 2008.
En 2008 se llevaron a cabo las últimas extensiones finales del complejo a lo largo de la Plaza de Luxemburgo y el Trierstraat. Los edificios, que se denominaron originalmente D4 y D5, se rodearon de controversia a la hora de elegir finalmente un nombre para ellos. Tras la muerte del papa Juan Pablo II, los eurodiputados polacos intentaron que los nuevos edificios llevaran su nombre, aunque esto se oponía por motivos de secularidad y además, era algo que no correspondía al Parlamento. Václav Havel, Nelson Mandela, Olof Palme, Margaret Thatcher y Jan Palach fueron otros de los nombres sugeridos por los diputados, aunque finalmente recibieron el nombre de Willy Brandt, canciller de Alemania desde 1969 hasta 1974, y József Antall, primer ministro húngaro desde 1990 hasta 1993.

## Ubicación

### El Parque Leopoldo
Parc Léopold (francés) o Leopoldspark (holandés) es un parque público ubicado en el Barrio Leopold (Barrio europeo) de Bruselas, junto al edificio Paul-Henri Spaak, sede del Parlamento Europeo.
El parque de 10 hectáreas abrió sus puertas al público en 1880, después de que el impopular Real Jardín Zoológico (Jardin Real de Zoologie) fuera eliminado. Durante los años siguientes, se estableció en el parque un campus de la Solvay Brussels School of Economics and Management, pero la construcción de más edificios se restringió por miedo a la ocupación del parque y su frágil vida silvestre. Los edificios se han mantenido a día de hoy, pero solo uno pertenece a Solvay (que es la sede la Conferencia Solvay). El edificio del Real Instituto Belga de Ciencias Naturales también se encuentra en el parque.
La biblioteca de Solvay también se encuentra en el parque y las casas de los think tanks Security & Defence Agenda, Amigos de Europa y Maison d'Europe. El edificio Eastman también albergará una casa de la Historia Europea a partir de 2016 (fecha prevista).